# FIFA 09
FIFA 09 és la divuitena entrega de la saga FIFA. El seu desenvolupador és Electronic Arts (EA). Va ser llançat a Europa el dia 2 d'octubre del 2008 i el 15 d'aquell mateix mes a Amèrica. És el videojoc successor de FIFA 08. David Rutter, productor del joc va afirmar en una entrevista que presenta més de 250 millores en respecte a l'anterior versió.
FIFA 09 està disponible en les plataformes Xbox 360, PlayStation 3, Wii, PlayStation 2, PC, Nintendo DS, PlayStation Portable, N-Gage, i Zeebo.